# Почётный гражданин Курганской области
Почётный гражданин Курганской области — почётное звание Курганской области, высшее по значимости среди наград и почётных званий Курганской области.

## Статус почётного звания
Почётное звание Курганской области «Почётный гражданин Курганской области» является публичным признанием заслуг удостоенного им лица перед Курганской областью и её жителями.
Почётное звание Курганской области «Почётный гражданин Курганской области» присваивается за выдающиеся заслуги в развитии отраслей экономики и социальной сферы, охраны окружающей среды и экологической безопасности области, обеспечении законности и правопорядка, соблюдении прав человека, проявлении благотворительной, иной деятельности, способствующей повышению известности и авторитета Курганской области, за особые отличия в защите Отечества, жизни и здоровья людей.
Почётное звание Курганской области «Почётный гражданин Курганской области» присваивается, как правило, гражданам Российской Федерации, проживающим или проживавшим ранее на территории Курганской области. В исключительных случаях может быть принято решение о присвоении Почётного звания Курганской области «Почётный гражданин Курганской области» лицам, не проживавшим (не проживающим) на территории Курганской области, а также иностранным гражданам и лицам без гражданства.
Почётное звание Курганской области «Почётный гражданин Курганской области» не может быть повторно присвоено одному и тому же лицу.
Документом, подтверждающим факт присвоения лицу Почётного звания, является удостоверение Почётного гражданина Курганской области.
Лицу, удостоенному Почётного звания Курганской области «Почётный гражданин Курганской области», не позднее, чем в месячный срок с момента вступления в силу постановления Правительства Курганской области о присвоении ему Почётного звания, в торжественной обстановке вручаются: Свидетельство Почётного гражданина Курганской области, нагрудный знак Почётного гражданина Курганской области, удостоверение Почётного гражданина Курганской области и денежное вознаграждение в размере ста десяти тысяч рублей.
Лица, удостоенные Почётного звания Курганской области «Почётный гражданин Курганской области», которым назначена пенсия в соответствии с законодательством Российской Федерации, имеют право на пожизненную ежемесячную персональную денежную выплату в размере 5000 рублей. Пожизненная ежемесячная персональная денежная выплата, предусмотренная пунктом 1 настоящей статьи, выплачивается за счет средств областного бюджета.

## Описание нагрудного знака
Нагрудный знак Почётного гражданина Курганской области имеет форму правильного круга диаметром 28 мм. В центре на лицевой стороне знака расположено выпуклое изображение герба Курганской области. Вокруг изображения герба Курганской области надпись по окружности выпуклыми буквами «Почётный гражданин Курганской области». На оборотной стороне нагрудного знака нарезается его номер.
Нагрудный знак Почётного гражданина Курганской области при помощи ушка и звена соединяется с прямоугольной колодкой шириной 25 мм и высотой 16 мм, на которой эмалью выполнено изображение флага Курганской области. Колодка на оборотной стороне имеет булавку для прикрепления знака к одежде.
Основа нагрудного знака, ушко, основа колодки и промежуточное звено изготавливаются из серебра.
Нагрудный знак Почётного гражданина Курганской области носится на правой стороне груди.

## Почётные граждане Курганской области
Почётное звание получили 79 человек, в том числе 12 человек — посмертно.
| - Астафьев, Виктор Осипович (14 января 2008 года) - Атаманюк, Николай Тодерович (24 января 2011 года) - Баланчук, Ольга Васильевна (4 февраля 2020 года) - Бимаканов, Умербек (31 января 2012 года, посмертно) - Благонравов, Александр Александрович (8 июня 2004 года) - Богомолов, Олег Алексеевич (3 февраля 2017 года) - Бондарева, Вера Васильевна (20 января 2010 года) - Брызгалин, Виктор Степанович (14 января 2008 года) - Брызин, Николай Николаевич (1 апреля 2005 года) - Витебский, Яков Давидович (3 января 2014 года, посмертно) - Герасимов, Валентин Павлович (3 января 2014 года) - Горбенко, Вадим Фёдорович (27 января 2009 года) - Грязнов, Александр Николаевич (1 апреля 2005 года) - Деев, Фёдор Васильевич (20 января 2010 года) - Добрыдин, Василий Григорьевич (20 марта 2006 года) - Дохолян, Грачик Мкртычевич (6 февраля 2023 года, посмертно) - Душкина, Галина Сергеевна (8 июня 2004 года) - Елисеев, Федот Васильевич (29 января 2003 года) - Ефремов, Григорий Михайлович (2 февраля 2016 года, посмертно) - Журавлева, Ольга Леонидовна (31 января 2012 года) - Захаров, Михаил Александрович (14 января 2008 года) - Иванов, Василий Михайлович (1 апреля 2005 года) - Илизаров, Гавриил Абрамович (29 января 2003 года, посмертно) - Капанина, Светлана Владимировна (2 февраля 2015 года) - Карпов, Альберт Фёдорович (20 января 2010 года) - Козырев, Анатолий Иванович (4 февраля 2021 года, посмертно) - Колобова, Татьяна Ивановна (6 февраля 2024 года) - Князев, Филипп Кириллович (8 июня 2004 года, посмертно) - Князьков, Юрий Сергеевич (29 января 2013 года) - Копырин, Владимир Иванович (4 февраля 2020 года) - Косолапова, Вера Ивановна (6 февраля 2023 года) - Кочнева, Надежда Яковлевна (24 января 2011 года) - Ланских, Анастасия Николаевна (27 января 2009 года) - Логинов, Николай Павлович (29 января 2013 года) - Мальцев, Терентий Семёнович (29 января 2003 года, посмертно) - Маркелова, Нара Егоровна (14 января 2008 года) - Махнёв, Александр Иванович (29 января 2003 года) - Михайлов, Виталий Федосеевич (29 января 2007 года) - Мосталыгин, Григорий Петрович (8 июня 2004 года) - Муратов, Сергей Николаевич (4 февраля 2020 года) | - Науменко, Иван Николаевич (24 января 2011 года) - Немиров, Александр Данилович (20 марта 2006 года) - Остапенко, Владимир Тихонович (16 января 2018 года) - Павлов, Виктор Дмитриевич (24 января 2011 года) - Пантелеев, Олег Евгеньевич (16 января 2018 года, посмертно) - Парышев, Дмитрий Николаевич (6 февраля 2024 года) - Парышев, Николай Васильевич (29 января 2007 года) - Пересадило, Николай Карпович (31 января 2012 года) - Плешивцев, Владимир Николаевич (6 февраля 2023 года) - Полуянова, Таисья Ивановна (31 января 2012 года) - Попов, Андрей Николаевич (6 февраля 2024 года) - Попов, Сергей Анатольевич (4 февраля 2020 года) - Потанин, Виктор Фёдорович (29 января 2003 года) - Пшеничников, Виталий Георгиевич (20 марта 2006 года) - Родькин, Евгений Викторович (20 января 2010 года, посмертно) - Рублевский, Сергей Владимирович (5 февраля 2019 года) - Салих, Энвер Кадирович (27 января 2009 года) - Семёнов, Иван Гаврилович (27 января 2009 года) - Семёнов, Николай Максимович (29 января 2013 года) - Сиротская, Тамара Ивановна (29 января 2007 года) - Слосман, Вениамин Менделевич (20 марта 2006 года, посмертно) - Сметанин, Александр Михайлович (8 июня 2004 года) - Сорокин, Георгий Иванович (27 января 2009 года) - Спирин, Валерий Георгиевич (3 января 2014 года) - Сулимов, Юрий Степанович (1 апреля 2005 года) - Толстоусов, Василий Петрович (20 января 2010 года) - Травников, Герман Алексеевич (1 апреля 2005 года) - Уваров, Дмитрий Иванович (29 января 2007 года) - Усманов, Владимир Викторович (6 февраля 2023 года, посмертно) - Фёдорова, Валентина Павловна (3 февраля 2017 года) - Чернов, Анатолий Васильевич (4 февраля 2021 года) - Чернов, Владимир Фёдорович (29 января 2013 года) - Шадровский, Виктор Леонидович (20 марта 2006 года) - Шарафутдинов, Алмаз Миргарифанович (29 января 2013 года) - Шляхова, Сталинара Ефимовна (6 февраля 2023 года) - Шуравин, Леонид Иванович (14 января 2008 года) - Юсупов, Наркис Нигаматович (29 января 2007 года) - Яковлев, Валерий Фёдорович (6 февраля 2024 года) - Яхонтов, Валерий Иванович (4 февраля 2021 года) |